# Classic Albums: Nirvana – Nevermind
Classic Albums: Nirvana – Nevermind är en video av grungebandet Nirvana, som släpptes i mars 2005. Videon släpptes av Eagle Vision som en del av deras Classic Albums-serie. Videon innehåller intervjuer med bandmedlemmarna från Nirvana och även albumets producent Butch Vig, som berättar om hur det var att spela in Nevermind. Andra intervjuer görs med bland annat Thurston Moore från Sonic Youth, Steve Diggle från Buzzcocks, Jack Endino (producent på Bleach), Gary Gersh (från DGC Records) och Jonathan Poneman samt Nils Bernstein (båda från Sub Pop).

## Videoklipp
1. "Smells Like Teen Spirit"
2. "In Bloom"
3. "Come as You Are"
4. "Breed"
5. "Lithium"
6. "Polly"
7. "Territorial Pissings"
8. "Drain You"
9. "Lounge Act"
10. "Stay Away"
11. "On a Plain"
12. "Something in the Way"